# 倉田寬之
倉田寬之（日语：／ Kurata Hiroyuki，1938年4月9日—2020年4月7日 ），日本政治人物。曾獲頒桐花大綬章，畢業於成城大学經濟学部。
曾擔任參議院議長（第25代）、自治大臣（第48代）、國家公安委員會委員長（第58代）、參議院議員（4期）、参議院預算委員長、參議院自由民主黨國會對策委員長、千葉縣議會議員（4期）等職。

## 荣誉

### 日本勋章奖章
- 桐花大绶章（2008年）

### 外国勋章奖章
- 墨西哥阿兹特克雄鹰大绶勋章（西班牙语：Orden Mexicana del Águila Azteca）（墨西哥，2003年12月8日公布[1]）：墨西哥总统比森特·福克斯·克萨达于2003年10月15日至18日对日本进行国事访问。